# Exklusiv disjunktion

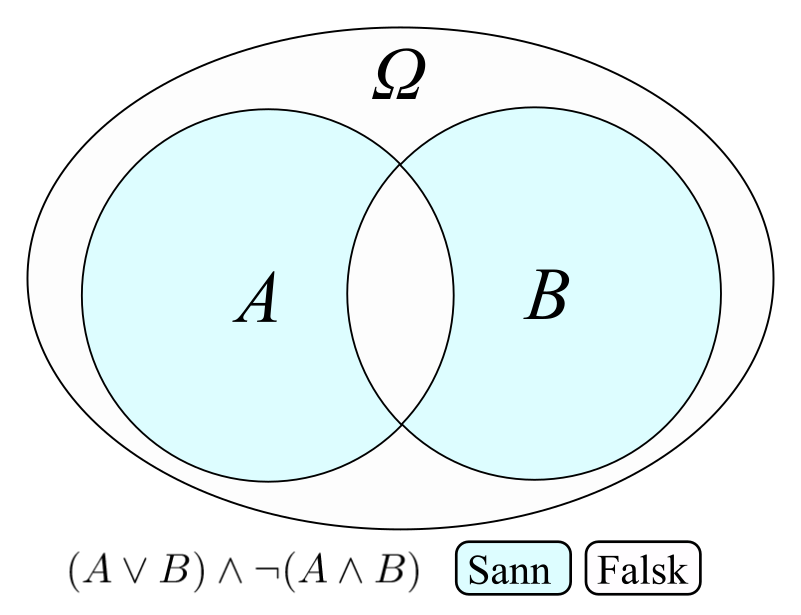
Venndiagram för antingen A eller B.

Exklusiv disjunktion är ett logiskt konnektiv, som betecknas med , ⊻, ⊕ , ↮  eller XOR och som språkligt kan uttryckas som antingen eller. Antingen A eller B, där A och B är påståenden.
A↮ B har sanningsvärdet sann, om A eller B men inte båda, är sanna. Konnektivet kan tillsammans med exempelvis materiell implikation,  →, uttrycka varje annat konnektiv i satslogiken.

## Ekvivalenser
Med den symbol, som även används för räkning modulo två, kan den exklusiva disjunktionen, med symbolerna för konjunktion, disjunktion och negation uttryckas:
{\displaystyle {\begin{matrix}p\oplus q&=&(p\lor q)\land \lnot (p\land q)\end{matrix}}}
alternativt
{\displaystyle {\begin{matrix}p\oplus q&=&(p\land \lnot q)\lor (\lnot p\land q)\end{matrix}}}

## Sanningsvärdetabell
| A | B | Antingen A eller B |
| - | - | ------------------ |
| F | F | F                  |
| F | S | S                  |
| S | F | S                  |
| S | S | F                  |